# Pavel Kirylchyk
Pavel Vasilyevich Kirylchyk (sinh 4 tháng 1 năm 1981) là một tiền vệ bóng đá Belarus hiện tại thi đấu cho Isloch Minsk Raion.

## Danh hiệu
Gomel
- Vô địch Siêu cúp bóng đá Belarus: 2012